# Fredrik Neij
Fredrik Neij (nacido el 27 de abril de 1978) también conocido como TiAMO, es cofundador de la web The Pirate Bay, un sitio donde es posible subir y descargar archivos de BitTorrent. También tiene un servicio de alojamiento web conocido como PRQ que anteriormente alojaba The Pirate Bay.
Se puede ver una entrevista con Fredrik Neij en la película Good Copy Bad Copy.

## Acusación a The Pirate Bay
El 31 de enero de 2008, los operadores de The Pirate Bay - Neij, Peter Sunde, Gottfrid Svartholm y Carl Lundström (director general de ISP anterior componente de The Pirate Bay) - fueron acusados de "ayudar a otros de infracción de derechos de autor". Neij también fue acusado de robo por su relación con otro caso de robo dado en 2002 en la que dos equipos fueron robados de una escuela primaria en Bromölla. La sangre de Neij fue encontrada en la "escena del crimen". El juicio comenzó el 16 de febrero de 2009. El 17 de abril de 2009, fueron acusados de "ayudar a que el contenido con derechos de autor sea accesible" en el tribunal de Estocolmo (tingsrätt). Cada acusado fue condenado a un año de prisión y a pagar una indemnización de 30 millones de coronas suecas (aproximadamente 2.740.900€) que se distribuirán entre los cuatro acusados. Los abogados de los acusados han apelado a la Corte de Apelación de Svea junto con una petición para un nuevo juicio en el tribunal del distrito, debido a la sospecha de parcialidad recientes en nombre del juez Tomas Norström.